# اولاو آنتون تامسون
اولاو آنتون تامسون (انگلیسی: Olav Anton Thommessen؛ زادهٔ ۱۶ مهٔ ۱۹۴۶) آهنگساز، و استاد اهل نروژ است.